# Morti nel 970
| Questa pagina contiene informazioni ricavate automaticamente dalle voci biografiche con l'ausilio del template Bio e di un bot. L'aggiornamento è periodico e automatico e ricostruisce completamente la pagina. Se manca una persona in questa lista, sei pregato di non aggiungerla, ma accertati piuttosto che la sua voce biografica contenga il template Bio e che i dati anagrafici siano correttamente compilati. Se il template Bio manca, inseriscilo tu stesso o, in alternativa, metti l'avviso {{tmp\|Bio}} che ne segnala la mancanza. Se i dati riportati sono sbagliati, correggi direttamente la voce biografica; le modifiche saranno visibili in questa lista entro pochi giorni. Per chiarimenti vedi il progetto biografie. La lista contiene solo le 12 persone che sono citate nell'enciclopedia e per le quali è stato implementato correttamente il template Bio. Pagina aggiornata al 26 giu 2025. |

- 16 gennaio - Polieucte di Costantinopoli, vescovo bizantino
- 18 gennaio - Attone II, abate e arcivescovo tedesco
- 30 gennaio - Pietro I di Bulgaria, sovrano bulgaro
- 15 giugno - Adalberto di Passavia, vescovo tedesco
- 6 novembre - Valperto, arcivescovo italiano
- García I Sánchez di Navarra, re (n. 919)
- Ferdinando Gonzales, nobile spagnolo (n. 910)
- Gunrod, condottiero norrena
- Harald II di Norvegia, re
- Judicael Berengario, conte
- Toda di Navarra, regina
- Minamoto no Saneakira, poeta giapponese (n. 910)